# Liste der Bodendenkmäler in Kreuzau
Die Liste der Bodendenkmäler in Kreuzau enthält die denkmalgeschützten unterirdischen baulichen Anlagen, Reste oberirdischer baulicher Anlagen, Zeugnisse tierischen und pflanzlichen Lebens und paläontologischen Reste auf dem Gebiet der Gemeinde Kreuzau im Kreis Düren in Nordrhein-Westfalen (Stand: September 2007). Diese Bodendenkmäler sind in Teil B der Denkmalliste der Gemeinde Kreuzau eingetragen; Grundlage für die Aufnahme ist das Denkmalschutzgesetz Nordrhein-Westfalen (DSchG NRW).
| Bild                           | Bezeichnung                        | Lage                  | Beschreibung | Bauzeit                   | Eingetragen seit | Denkmal- nummer |
| ------------------------------ | ---------------------------------- | --------------------- | --- | ------------------------- | ---------------- | --------------- |
|                                | Motte (ehemalige Burg Obermaubach) | Obermaubach Seestraße | Am nordöstlichen Ortsrand von Obermaubach, in einem Garten- und Wiesengelände nordwestlich der Rur und nordöstlich des Rinnebaches, sind Reste einer Motte vorhanden. Vorhanden ist aber nur noch die östliche Hälfte eines Hügels von ehemals 40 m Durchmesser und angeblich 3 m Höhe. Die im Jahre 1979 festgestellte Höhe betrug 1,5 m, d.h. der Mottenhügel ist ungefähr zur Hälfte abgetragen. | Mittelalter (13./14. Jh.) | 10.04.1989       | 1               |
|                                | Abschnittswall/Keltendamm          | Bilstein Im Grün      | Ca. 1.000 m nordöstlich von Untermaubach und ca. 350 m nordwestlich von der Hochkoppel auf einer von der Rur umflossenen Bergzunge befindet sich ein etwa 170 m langer Abschnittswall auf dem sog. Hochkopf. Er riegelte ein ca. 13 ha großes Plateau ab, das im Süden und Westen von den steil zur Rur abfallenden Buntsandsteinhängen natürlich geschützt ist. Im Norden trennt ein eingeschnittener Bachlauf das Plateau vom Hemgenberg ab. Der Wall ist heute noch bis zu 3 m hoch erhalten und auf seiner Basis streckenweise 10 m breit. | unbestimmt (Römerzeit)    | 10.04.1989       | 2               |
|                                | Wall- und Grabenanlage             | Kreuzau Duffesweid    | Ca. 800 m östlich von Kreuzau, in Acker und Weideland, liegen Reste einer umfangreichen Wall- und Grabenanlage unbekannter Zweckbestimmung. Zentrum der Anlage scheint ein Graben und Wallrechteck von 130 x 150 m gewesen zu sein. Dieses wird heute vom Duffesbach von Osten nach Westen durchschnitten. Der außenliegende Wall wird von einem innenliegenden Graben von 11 m Breite begleitet. Die Wallhöhe über Grabensohle beträgt 1,4 m. Von diesem Graben- und Wallrechteck sind heute nur noch die Südostecke vollständig er-halten. Im Rahmen der Flurbereinigung sind Großteile der Wall- und Grabenanlage eingeebnet worden. |                           | 10.04.1989       | 3               |
| Motte                          | Motte                              | Drove Droverstraße    | In der Ortslage Drove liegt unmittelbar südöstlich der Kirche ein Burghügel, genannt „Motte“, mit dazugehörigem Teich. Der Hügel hat einen Durchmesser von 40 – 45 m. Er ist von einem bis zu 15 m breiten Graben umgeben. Der Höhenunterschied zwischen Grabensohle und Hügelkuppe beträgt 5,1 m. Die ehemaligen Arme des Drove Baches, die östlich und westlich der Burg vorbeiflossen, bildeten den Zu- und Abfluss des Teiches und der Grabenanlage. Sie liegen heute trocken. Bei dieser Anlage handelt es sich um die Stammburg derer von Drove, die seit dem 13. Jh. urkundlich erwähnt sind. Bei der Plünderung und Einäscherung des Ortes Drove 1643 und 1673 wurde die Burg erheblich beschädigt. In einer Belehnungsurkunde von 1788 ist von einer „alten verfallenen Wohnung mit Gärten und Weihern“ die Rede.                                                  | Mittelalter               | 10.04.1989       | 4               |
|                                | Hügel                              | Thum Lausbusch        | Westlich von Thum und 200 m nördlich der L33 nach Nideggen liegt auf der Kuppe eines Bergrückens ein Hügel von ca. 10 m Durchmesser. Der Hügel ist ca. 1 – 1,20 m hoch, mit Steinen durchsetzt und stark mit Strauchwerk bewachsen. Der Hügel liegt am Rande eines Feldes unweit eines Buschwaldes, dem sogenannten Lausbusch. | Vorgeschichte             | 10.04.1989       | 5               |
| Quelle, Römische Wasserleitung | Quelle, Römische Wasserleitung     | Drove Am Heiligenpütz | 1,2 km südöstlich der Kirche in Drove liegt am nordöstlichen Ufer des Thumbachs, auch Heiligenbach genannt, die Quelle Heiligenpütz (Helje Pötz). Das Quellwasser fließt auch heute noch in den Bach. In römischer Zeit jedoch wurde es durch umfangreiche Kunstbauten unter dem östlich angrenzenden Drover Berg in ein Versorgungsgebiet Richtung Soller umgeleitet. Zu diesem Zweck trieb man einen 1.660 m langen und max. 26 m tiefen Tunnel durch den Berg unter der Drover Heide. In Abständen von 12 – 20 m teufte man zunächst senkrechte Schächte ab und verband sie dann in der Tiefe. Überreste dieser Schächte sind noch heute an der Oberfläche im Ge-biet der benachbarten Gemeinde Vettweiß sichtbar. Der Drover-Berg-Tunnel gehört zu den über-ragenden ingenieurtechnischen Leistungen aus römischer Zeit. Eine Parallele ist im Rheinland nicht bekannt. | Römerzeit                 | 10.04.1989       | 6               |